# Bildungsbenachteiligung
Unter Bildungsbenachteiligung wird verstanden, dass bestimmte Gruppen von Kindern oder Erwachsenen im Bildungssystem weniger Möglichkeiten haben, ein Bildungsziel zu erreichen, als andere. Meist geht es beim Gebrauch dieses Begriffes um die geringeren Chancen von Menschen unterschiedlichen Geschlechts oder mit weniger persönlichen, sozialen, finanziellen und kulturellen Ressourcen beim Erwerb von Bildung, die trotz formaler Chancengleichheit vorhanden ist. Von Bildungsbenachteiligung spricht man unabhängig davon, ob die Ursache durch vorsätzliche oder bewusste Diskriminierung zustande kommt oder nicht. Entscheidend sind statistisch belegbare Nachteile dieser Gruppen beim Erreichen von Bildungszielen.
Mit Bildung und dem Ausbau des Bildungssystems war in der Vergangenheit häufig die Hoffnung verbunden, soziale Ungleichheiten abzubauen. Dass Chancengleichheit nicht hergestellt wurde, haben die französischen Soziologen Pierre Bourdieu und Jean-Claude Passeron schon in den 1960er Jahren gezeigt.

## Ursachen und Folgen der Bildungsbenachteiligung

### Soziale Herkunft
Bildungsbenachteiligung nach der sozialen Herkunft bedeutet, dass der Bildungserfolg eines Kindes von Schulabschluss, Berufsposition und Einkommen der Eltern abhängt. Angehörige der sogenannten „unteren“ sozialen Schichten:
- nehmen ab dem Alter von zwei Jahren eine andere Entwicklung ihrer Sprache und Intelligenz als Menschen aus „privilegierten“ Schichten,[2]
- bekommen weniger Voraussetzungen mit, sich Schulwissen anzueignen,[3]
- besuchen bei gleichen Grundfähigkeiten in Ländern mit gegliedertem Schulsystem weniger anspruchsvolle Schulen.[3]

Bei Einflüssen der sozialen Herkunft auf den Bildungserfolg wird zwischen primären Herkunftseffekten und sekundären Herkunftseffekten unterschieden. Primäre Herkunftseffekte beziehen sich darauf, dass Kinder aus sozial privilegierten Familien in der Schule bessere Leistungen haben als Kinder aus sozial benachteiligten Familien. Sekundäre Herkunftseffekte verweisen demgegenüber auf den Sachverhalt, dass Kinder mit unterschiedlicher sozialer Herkunft auch bei gleichen Leistungen unterschiedliche Schulformen besuchen: Bei gleichen Leistungen besuchen Kinder aus sozial privilegierten Familien häufiger höhere Schulformen als Kinder aus sozial benachteiligten Familien.

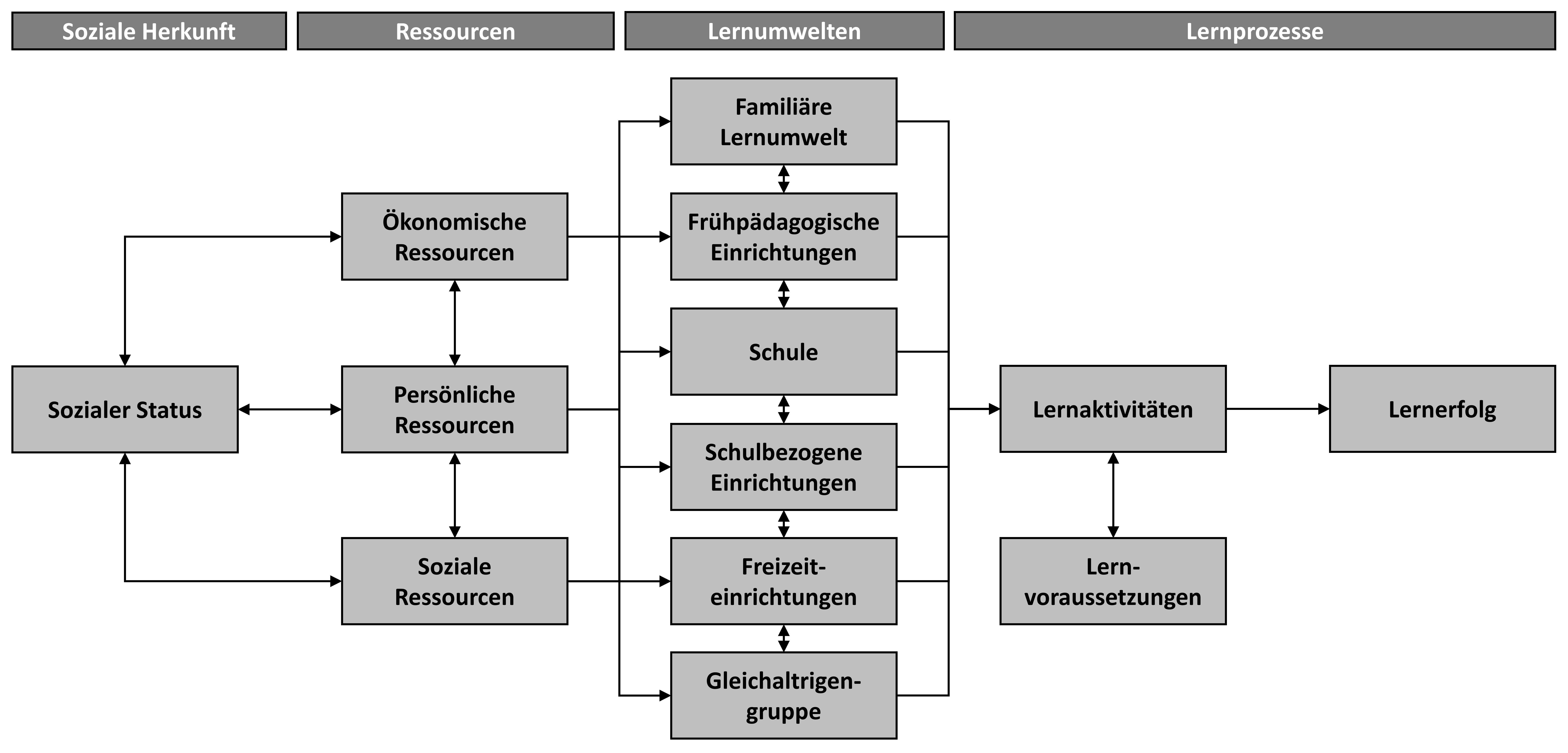
Theoretisches Modell zu vermittelnden Mechanismen zwischen sozialer Herkunft und Lernerfolg

Bei der Entstehung von Leistungsunterschieden nach der sozialen Herkunft wirken verschiedene Faktoren zusammen. Eine wichtige Erklärung ist darin zu sehen, dass die Sozialisation von Kindern mit unterschiedlicher sozialer Herkunft unterschiedlich verläuft. Das Zusammenwirken verschiedener Sozialisationseinfüsse wird im theoretischen Modell zu vermittelnden Mechanismen zwischen sozialer Herkunft und Lernerfolg von Max Nachbauer dargestellt. Das Modell beschreibt den Einfluss der sozialen Herkunft auf den Lernerfolg als einen mehrschrittigen Mediationsprozess. Demnach verfügen Familien mit höherem sozialen Status über mehr ökonomische, persönliche und soziale Ressourcen als Familien mit niedrigerem sozialen Status (soziologische Kapitalarten nach Pierre Bourdieu). Die Unterschiede in den familiären Ressourcen führen dazu, dass Kinder je nach sozialer Herkunft unterschiedliche Lernumwelten erfahren. Es können Unterschiede bei familiären Lernumwelten (z. B. Erziehungsstil), bei frühpädagogischen Einrichtungen (z. B. Besuch einer Kinderkrippe), bei Schulen (z. B. besuchte Sekundarschulform), bei schulbezogenen Einrichtungen (z. B. Nutzung von privater Nachhilfe), bei Freizeiteinrichtungen (z. B. Besuch einer Musikschule) und bei Gleichaltrigengruppen (z. B. Zusammensetzung des Freundeskreises) bestehen. Die Unterschiede in den erfahrenen Lernumwelten gehen damit einher, dass Kinder je nach sozialer Herkunft unterschiedliche Lernaktivitäten ausführen und dadurch unterschiedliche Fachkompetenzen erwerben.

#### Sprache
Bernstein verglich Sprachstichproben von Personen aus der Mittelschicht und der Arbeiterklasse. Auch bei Konstanthaltung der Intelligenz zeigten sich Unterschiede in Satzlänge, Wortlänge und Pausenlänge. Die Sätze von Arbeitern waren kürzer, sie benutzten kürzere Wörter und ließen kürzere Pausen zwischen zwei Wörtern (vermutlich, weil der kleinere Wortschatz weniger Auswahlmöglichkeiten bietet und somit die Wortwahl beschleunigt).
Arbeiter reden weniger über Raum, Zeit und kausale Kontingenz – das beinhaltet Diskussionen über mögliche Ursache-Wirkungs-Zusammenhänge von Geschehnissen in der Lebenswelt der Arbeiter. Die Sprache der Arbeiter ist sozio-zentriert, das heißt, dass sie über die Dinge reden, die für soziale Gruppen, denen sie angehören, relevant sind. Akademiker dagegen reden eher über abstrakte Dinge ohne persönlichen Bezug. Auffällig ist, dass diese Unterschiede im frühen Kindesalter noch nicht so ausgeprägt sind. Sie werden jedoch im Verlauf der Entwicklung immer ausgeprägter, und am ausgeprägtesten sind sie im Erwachsenenalter.
Auch konnte gezeigt werden, dass ein Wort für Personen aus verschiedenen Schichten verschiedene Bedeutungen haben kann.
Oerter untersuchte Studenten von Pädagogischen Hochschulen und stellte dabei fest, dass sie – je nachdem, welcher Schicht ihre Eltern angehörten – unter einem Wort ganz Verschiedenes verstanden. Ein großer Unterschied bestand hier zwischen zwei Gruppen:
- 1. Gruppe: Kindern von Handwerkern und Selbstständigen ohne Abitur
- 2. Gruppe: Kinder von Beamten und Angestellten.

Studenten aus diesen zwei Herkunftsgruppen stellen sich ganz unterschiedliche Dinge unter einem Wort vor.
Am größten waren die Unterschiede beim Wort „tüchtig“. Handwerkerkinder dachten dabei in der Regel an Eigenschaften, die mit Weltgewandtheit und Dominanz zu tun haben. Angestellten- und Beamtenkinder dagegen dachten an Eigenschaften, die mit körperlicher Leistungsfähigkeit und Charakterfestigkeit zu tun hatten. Folgende Antworten wurden am häufigsten auf die Frage, was tüchtig bedeutet, gegeben:
| Studenten wurden gefragt: „Was bedeutet ‚tüchtig‘?“ | Studenten wurden gefragt: „Was bedeutet ‚tüchtig‘?“                                                                            | Studenten wurden gefragt: „Was bedeutet ‚tüchtig‘?“                |
| | Kinder von Handwerkern* sagten                                                                                                 | Kinder von Angestellten und Beamten sagten                         |
| --- | --- | ------------------------------------------------------------------ |
| Sie sagten: „‚Tüchtig‘ bedeutet…“ | * freundlich * höflich * gesellig * geschickt im Umgang mit anderen Menschen * draufgängerisch * sich durchsetzend * ehrgeizig | * kräftig * robust * gesund * ehrlich * ordnungsliebend * aufrecht |
| Rolf Oerter: Moderne Entwicklungspsychologie. Verlag Ludwig Auer, Donauwörth 1970, S. 488 * Handwerkerkinder = Kinder von Handwerkern und Selbständigen ohne Abitur | |                                                                    |

#### Kognitive Entwicklung
Bei Kindern aus allen sozialen Schichten zeigt sich im Verlauf der ersten 15 Monate die gleiche Entwicklung der Sprache, des Geistes und des Sozialverhalten. Es gibt einen kleinen Unterschied: Arbeiterkinder sind im Alter von 15 Monaten in ihrer motorischen Entwicklung etwas weiter. Die Gründe dafür sind nicht geklärt. Oerter schlussfolgert: „Kinder aus allen Berufsschichten und sozialen Gruppenweisen wiesen im Mittel zu allen gemessenen Zeitpunkten innerhalb der ersten 15 Monate das gleiche Intelligenzniveau auf […]. Das Ergebnis ist um so erstaunlicher, wenn man bedenkt, dass bereits mit sechs Jahren gravierende Gruppenunterschiede vorhanden sind.“ Im Alter von 24 Monaten zeigen sich bereits Unterschiede zu Gunsten der Kinder aus den Mittelschichten. Bei diesen kann nun ein größerer Wortschatz gemessen werden. Mit drei Jahren ist der Wortschatz von Mittelschichtskindern schon dreimal so groß, wie der von Kindern aus der Unterschicht.

#### Lernmotivation
Oerter geht in seinem Buch Moderne Entwicklungspsychologie von der Annahme aus, dass Kinder aus der Unterschicht in ihrem Lernverhalten stärker auf Lob und Anerkennung reagierten als Kinder aus der Mittelschicht. Kinder der Mittelschicht hingegen hätten eine intrinsische Motivation und Freude an der Aufgabe selbst, weniger an der Anerkennung, so Oerter.
Zudem käme es darauf an, wie ein Kind gelobt werde. Edward Zigler und Paul Kanzer berichten, dass Kinder aus der Arbeiterklasse eher auf personenbezogenes Lob, Akademikerkinder aber eher auf leistungsbezogenes Lob reagierten. Als personenbezogenes Lob gelten z. B. „gut!“ (in der Originaluntersuchung: „good!“) und „ausgezeichnet!“ (Originaluntersuchung: „fine!“). Als leistungsbezogenes Lob gelten „richtig!“ („right!“) und „korrekt!“ („correct!“).

#### Arme Kinder in der Schule
Ruby Payne vertritt die These, dass das Aufwachsen in Armut wichtige Auswirkungen auf den Charakter habe. Um in der Armut zu überleben, müssten arme Kinder non-verbal sein und auf Sinneseindrücke sofort reagieren. In der Schule jedoch sei dies ein Nachteil für sie. Die Schule sei eine Mittelklasseinstitution: hier sei es wichtig, Gedanken verbalisieren zu können, abstrahieren zu können und voraus zu planen – Fähigkeiten, die arme Kinder erst erlernen müssten. Laut Walter Mischel haben arme Kinder weniger Selbstkontrolle und streben eher nach sofortiger Befriedigung ihrer Bedürfnisse. Dies sei schlecht, da in der Mittelschichtsinstitution Schule Selbstkontrolle eine wichtige Rolle spiele.
Donna Beegle ist der Meinung, dass arme Familien und wohlhabendere Familien in verschiedenen Kulturen leben. In armen Familien herrsche eine orale Kultur. Für Mitglieder der oralen Kultur sind Sinneserfahrungen wichtig. Charakteristika der oralen Kultur sind Spontaneität, Orientierung an der Gegenwart, Betonung von Emotionen und die Fähigkeit, das „große Ganze“ zu sehen. In wohlhabenden Familien dagegen herrsche die Schriftkultur. Hier werden Selbstdisziplin, die Fähigkeit zum Aushalten des Zahlungsaufschubes, die Fähigkeit, strategisch vorzugehen und zu planen, die Fähigkeit, sich Ziele zu setzen und Schritte zu ihrer Erreichung zu unternehmen, technische Fähigkeiten und analytische Fähigkeiten geschätzt.
Angehörige unterer Bevölkerungsschichten haben aus verschiedenen Gründen Nachteile beim Erwerb von Bildung. Zu diesen gehören:
- Der familiäre Hintergrund: Bildungsniveau der Eltern, deren Erfahrungen im Bildungssystem, Motivation zum Lernen, passiver vs. aktiver Lebensstil. Von zentraler Bedeutung ist die Aneignung, Einverleibung (Inkorporation) und der Besitz von kulturellem Kapital.

Eine besondere Rolle bei der Entstehung von sozialen Unterschieden beim Erwerb von Bildung kommt dem unterschiedlichen Gebrauch der Sprache in den verschiedenen Bevölkerungsschichten zu. In den ersten Lebensjahren erwerben Kinder aus der Mittelschicht einen sehr viel größeren Wortschatz als Kinder aus der Unterschicht. Die Komplexität der Sprache der Kinder wächst mit der Zahl der gehörten Wörter. Darüber hinaus hören Kinder aus der Mittelschicht von ihren Eltern mehr Lob und Ermutigung als Kinder aus der Unterschicht, die häufiger verbietenden und entmutigenden Äußerungen von Seiten ihrer Eltern ausgesetzt sind. Die Entwicklung des Intelligenzquotienten der Kinder korreliert eng mit ihrem Wortschatz, dieser wiederum korreliert weniger mit dem durchschnittlichen Familieneinkommen als vielmehr mit der Zahl der Wörter, die Eltern mit ihren Kindern sprechen. Auf diese Weise entsteht ein enger Zusammenhang zwischen sozialer Herkunft und intellektuellem Wachstum.
- Soziale Segregation: Durch zunehmende soziale Segregation treffen Kinder und Jugendliche aus den sozial benachteiligten Milieus, die in der Stadt leben, kaum noch auf Angehörige anderer Bildungsschichten. Die Qualität der Bildungseinrichtungen korreliert mit der sozialen Zusammensetzung der Einwohnerschaft bestimmter Stadtviertel usw. Tatsächlich ist aber die städtische Segregation geringer als die Segregation in Klassenzimmern.

Auf dem Land ist die Segregation geringer und auch die Bildungsbenachteiligung ist geringer. Insgesamt gehen Kinder aus Familien der oberen Dienstklasse (zum Beispiel Kinder von Spitzenmanagern) 6,06-mal so häufig aufs Gymnasium wie Kinder aus Facharbeiterfamilien, und Kinder aus der unteren Dienstklasse (zum Beispiel Kinder von Professoren oder Ärzten) gehen 3,64-mal so häufig aufs Gymnasium wie Facharbeiterkinder (ebd.; vgl. Auswertung der PISA-Studien: Einfluss des sozialen Hintergrunds).
Die Chancen der Facharbeiterkinder sind in Städten mit über 300.000 Einwohnern am schlechtesten. Dort sind die Chancen des Kindes aus der oberen Dienstklasse auf den Gymnasialbesuch 14,36-mal so hoch wie die das Facharbeiterkindes und die Chancen eines Kindes aus der unteren Dienstklasse 7,57-mal so hoch wie die eines Facharbeiterkindes (ebd.). Man sieht also, dass die Chancen des Facharbeiterkindes in der Stadt besonders schlecht sind.
- Ungleiche Einkommensverteilung: Bei geringem Einkommen oder Armut besteht kaum die Möglichkeit, Nachhilfe in Anspruch zu nehmen oder bei schlechten Leistungen auf Privatschulen mit mehr individueller Förderung auszuweichen. Hinzu kommt die Notwendigkeit, früh selbständig zu werden und eigenes Geld zu verdienen, Studiengebühren zu finanzieren usw.

- Diskriminierung: Selbst bei gleich guten Leistungen erhalten Kinder mit einer niedrigen sozialen Herkunft seltener eine Empfehlung für qualitativ hochwertige Bildungsinstitutionen. Kulturelle und institutionelle Diskriminierung greifen hier ineinander.[20]

Eine Studie des Instituts für Soziologie an der Universität Mainz, die an Wiesbadener Grundschulen erhoben wurden, hält fest, dass bei gleicher Durchschnittsnote (2.0) 97 % aller Kinder von Eltern mit hohem sozialen Status die Gymnasialempfehlung erhalten, hingegen 76 % der Kinder von Eltern mit niedrigem sozialen Status. Im Schnitt sind Kinder mit niedrigem sozialen Status ca. eine Note schlechter als Kinder mit hohem sozialen Status. Die Studie lässt aber offen, ob dieser Unterschied auf Diskriminierung zurückzuführen ist, oder auf die Tatsache, dass Eltern der Oberschicht häufiger die Gymnasialempfehlung für ihre Kinder wünschen und gegenüber den Lehrern kommunizieren. Des Weiteren kommt die Studie zu dem Schluss, dass keine Diskriminierung gegenüber Migranten vorherrscht. Diese haben zwar häufiger einen niedrigen sozialen Status, verglichen mit Einheimischen gleichen sozialen Status zeigen sich jedoch keine Unterschiede hinsichtlich der Schulempfehlungen. Da die Studie jedoch in einer westdeutschen Großstadt und in einem konservativ regierten Bundesland durchgeführt wurde, bleibt fraglich, ob sie für das übrige Deutschland als repräsentativ gelten kann.
Rindermann und Rost weichen von dieser Interpretation ab. Aus vergleichbaren englischen Studien schließen sie, dass keine Diskriminierung unterer Schichten, sondern nur eine Privilegierung oberer Schichten existiert. Soll heißen: Eine Beseitigung dieser Ungerechtigkeit würde nicht zu einem vermehrten Bildungsaufstieg der ärmeren Kinder führen, wohl aber zu einem vermehrten  Bildungabstieg unter  wohlhabenderen Kindern.
- Der Pygmalion-Effekt: Hat ein Lehrer bereits eine (vorweggenommene) Einschätzung der Schüler (etwa dumm, klug usw.), so wird sich diese Ansicht im späteren Verlauf auch bestätigen. Der Lehrer wird ein Mittelschichtskind meistens für einen besseren Schüler halten als ein Kind der Unterschicht oder Arbeiterklasse.

- Fehlende muttersprachliche Kompetenz: In Einwanderungsländern (dazu zählt de facto auch die Bundesrepublik Deutschland) sind viele der Schülerinnen und Schüler unter dem Einfluss von zwei oder drei Sprachen aufgewachsen (z. B. Deutsch, Türkisch, Kurdisch). Der kompetente Umgang mit der Muttersprache ermöglicht Kindern, ihre Gedanken und Gefühle in Worte zu fassen. Die Situation, viele Sprachen nur teilweise sprechen zu können und dabei die Muttersprache nicht zu beherrschen, durch die sie sozialisiert wurden, führt zu negativen Einschränkungen. Wird im Unterricht die muttersprachliche Kompetenz nicht gefördert, verschlechtern sich die Ausgangsbedingungen und leidet die Bildungsentwicklung der Lernenden. In der BRD wird diese durch die Konferenz der Kultusminister seit 1996 festgestellt.[23]

- Matthäus-Effekt: Der Matthäus-Effekt ist eines der „Grundgesetze“ jeder handlungsbezogenen Soziologie. Die Bezeichnung spielt an auf einen Satz aus dem Matthäusevangelium aus dem Gleichnis von den anvertrauten Zentnern (Ev. Matthäi 13/12):

„Denn wer da hat, dem wird gegeben werden, daß er Fülle habe; wer aber nicht hat, von dem wird auch genommen, was er hat.“

Umgangssprachlich wird dieses Phänomen auch mit den Sprichwörtern „Wer hat, dem wird gegeben“, „Es regnet immer dorthin, wo es schon nass ist“ oder auch „Der Teufel scheißt immer auf den größten Haufen“ wiedergegeben.
In der Schulforschung bedeutet das: Die Schule schafft es nicht, Rückstände zu kompensieren. Wenn man Schüler über einen längeren Zeitraum hinweg beobachtet, so fällt auf, dass die Schule vorhandene Leistungsunterschiede sogar teilweise noch verstärkt. So gibt es bereits bei Grundschülern Leistungsunterschiede zwischen Kindern aus bildungsnahen und Kindern aus bildungsfernen Familien. Doch diese Unterschiede sind längst nicht so groß wie die Unterschiede im Alter von 15 Jahren. In allen Ländern, die sowohl bei PISA als auch bei IGLU mitgemacht haben, zeigte sich, dass die Leistungsunterschiede zwischen den Kindern aus verschiedenen Schichten im Jugendlichenalter größer sind als im Kindesalter. Dies betrifft die Länder Neuseeland, Deutschland, Frankreich, Ungarn, Norwegen, USA, Schweden, Kanada, Griechenland, Tschechien, Island, die Niederlande, Italien, Lettland und die russische Föderation.

### Geschlecht
Anfang der 1960er Jahre wurden im Zuge der Bildungsexpansion und vor dem Hintergrund des aufstrebenden Feminismus die ungleichen Bildungsinhalte und Bildungschancen von Mädchen und Jungen diskutiert. Bildungsbenachteiligung wurde zum Beispiel darin gesehen, dass Mädchen bis 1967 in einigen Kantonen der Schweiz keine Möglichkeit hatten, ein Gymnasium zu besuchen. Außerdem sahen die Lehrpläne unterschiedliche Unterrichtsinhalte für Mädchen und Jungen vor: Schülerinnen hatten im Vergleich zu Schülern weniger Unterrichtsstunden in Fächern wie Rechnen, Algebra und Geometrie, weil sie während der obligatorischen Schulzeit Handarbeits- und Hauswirtschaftunterricht besuchen mussten. Laut einem Bericht der Erziehungsdirektorenkonferenz
aus dem Jahr 1971 entstanden dadurch für Mädchen „bedeutende Nachteile beim Übertritt in höhere Schulen und bei der Berufswahl“.
In den 1990er Jahren veränderte sich in mehreren westlichen Industrieländern die Debatte über den Zusammenhang von Bildung und Geschlecht. In Deutschland wird vor allem seit der Veröffentlichung der Ergebnisse der PISA-Studien, die einen deutlichen Leistungsvorsprung von Mädchen im Lesen und einen signifikanten Vorsprung von Jungen in Mathematik festgestellt haben, von einer „Jungenkrise“ gesprochen und Jungen als Bildungsverlierer dargestellt.
Der Spiegel Online berichtete 2007, dass Jungen bei den Noten benachteiligt würden und gab an, sich auf Ergebnisse eines Berichts des Bundesministeriums zu beziehen. Laut der Süddeutschen Zeitung habe eine Auswertung der IGLU-Studie aus dem Jahr 2005 gezeigt, dass Grundschülerinnen im Fach Deutsch meistens bessere Noten haben als Grundschüler. Der deutsche IGLU-Koordinator sagte, dass Jungen in den Fächern Deutsch und Sachkunde „leicht benachteiligt“ würden und dass dies auf „ein stärkeres Wohlverhalten oder eine größere Angepasstheit“ der Mädchen zurückzuführen sei. Eine Untersuchung von Maaz, Baeriswyl und Trautwein im Auftrag der Vodafone Stiftung Deutschland aus dem Jahr 2011 zeigte, dass Mädchen bessere oder gleich gute Schulnoten erreichen, obwohl Jungen in Schulleistungstests leicht besser abschneiden. Daten der Untersuchung deuten darauf hin, dass Mädchen gewissenhafter im Unterricht seien und zumindest ein Teil der besseren Benotung hierdurch erklärt werden könne, wobei die gewonnenen Daten auf Selbstzuschreibungen beruhen. Bei gleichen Leistungen in den Tests wurden Jungen strenger bewertet als Mädchen.
Niederbacher, Textor und Zimmermann (2009) wenden ein, dass ein Unterschied zwischen Schulnoten und Ergebnissen in standardisierten Schulleistungstests nicht als Beleg für eine Benachteiligung von Jungen gedeutet werden könne, weil Schulleistungstests wie z. B. die IGLU-Studie nicht alle Kompetenzen abfragen, die im Unterricht vermittelt werden und in die Notenvergabe einfließen. Wenn Mädchen in den von Schulleistungstests nicht erfassten Bereichen deutlich bessere Leistungen erbringen als Jungen, wäre eine bessere Benotung angemessen. Laut Valtin, Wagner und Schwippert (2006) kann die durchschnittlich bessere Benotung von Mädchen zumindest teilweise dadurch erklärt werden, dass Mädchen Hausaufgaben zuverlässiger erledigen und im Unterricht aktiver mitarbeiten. Hannover (2004) führt den durchschnittlich geringeren Schulerfolg von Jungen auch auf ihr Sozialverhalten zurück, so z. B. dass Jungen auf Frustrationen im Schulalltag häufiger mit unangepasstem Verhalten reagierten. Andere Erklärungen für die durchschnittlich bessere Benotung von Mädchen sind die höhere Motivation der Mädchen und ihre größere Selbstdisziplin.
Eine Studie von Rieske im Auftrag der Gewerkschaft Erziehung und Wissenschaft kommt zum Schluss, dass Jungen nicht benachteiligt werden: „Jungen sind als Gruppe in deutschen Bildungsinstitutionen gegenüber Mädchen nicht benachteiligt. Von einer simplen Bildungsbenachteiligung einer Geschlechtergruppe kann angesichts der Komplexität sozialer Verhältnisse und der Mehrdimensionalität von Bildung nicht gesprochen werden.“ Allenfalls könne von einer Benachteiligung aufgrund ungünstiger Männlichkeitskonstruktionen gesprochen werden: „Jungen sind insofern benachteiligt, als dass bestimmte gesellschaftliche Männlichkeitskonstruktionen sie in Konflikt mit bestimmten Anforderungen von Bildungsinstitutionen bringen. Insbesondere eine Orientierung an der Idee männlicher Hegemonialität mit ihren Überlegenheitsansprüchen und Widerständigkeit gegen Anpassung, vermeintlich männlichen Begabungen und Ablehnung von Fleißarbeit, Selbstvertrauen und mangelnde Erkenntnis von Hilfebedürftigkeit scheint (einige) Jungen darin zu behindern, in Bildungsinstitutionen formale Abschlüsse zu erwerben.“
Budde (2008), Phoenix und Frosh (2005) sowie Francis (1999) erklären die durchschnittliche schlechtere Benotung von Jungen ebenfalls damit, dass sich Jungen an dominanten Männlichkeitsidealen (Hegemoniale Männlichkeit) orientieren und schulischen Erfolg als unmännlich abwerten. Kimmel (2011) sieht das Problem darin, dass „eine bestimmte Ideologie von Männlichkeit insbesondere unter Jungen der Arbeiterschicht und Jungen, die sozialen Minderheiten angehören, hartnäckig fortbesteht, nämlich, dass es den Regeln der Männlichkeit widerspricht, die Schule ernst zu nehmen.“ Morris (2008) hat in einer Studie festgestellt, dass Schüler, die sich um gute Noten bemühten, häufiger als verweiblicht angesehen und als „pussy“ und „schwul“ bezeichnet wurden. Die Schüler konstruierten Männlichkeit durch riskantes und aggressives Verhalten sowie die Abwertung akademischer Bemühungen als weiblich. Morris bezeichnet das schlechtere akademische Abschneiden von Jungen als eine ironische Konsequenz des Strebens nach männlicher Dominanz. Andere Forscher sehen die unterschiedlichen Bildungserfolge von Jungen und Mädchen als Ausdruck geschlechtlicher Sozialisation. Figueroa (2004) und Cobbett und Younger (2012) analysieren die Underachievement-Debatte in Jamaika und anderen karibischen Staaten und argumentieren jeweils, dass Jungen und Mädchen von Geburt an unterschiedlich behandelt werden. Zum Beispiel müssen Jungen weniger Haushaltsarbeiten (z. B. Kochen, Saubermachen) verrichten als Mädchen und unangepasstes Verhalten von Jungen wird toleriert („Boys will be boys“), während von Mädchen angepasstes Verhalten erwartet wird. Beim Schuleintritt seien Jungen deshalb weniger auf die schulischen Anforderungen vorbereitet und hätten mehr Schwierigkeiten damit, subjektiv uninteressante Aufgaben zu erfüllen und sich angepasst zu verhalten. Diese Sozialisationseffekte seien jedoch nicht das Ergebnis einer Benachteiligung der männlichen Bevölkerung, sondern Ausdruck der historischen Bevorzugung von Jungen und Männern.
Seitdem die Zahl der weiblichen Lehrkräfte in vielen westlichen Ländern gestiegen ist, werden in der Öffentlichkeit Bedenken gegen die sogenannte „Feminisierung“ des Schulsystems laut. Die Annahme, dass weibliches Lehrpersonal die Schulleistung von Jungen negativ beeinflusse, hat in mehreren Ländern zu Bemühungen geführt, den Anteil männlicher Lehrkräfte zu erhöhen. Wissenschaftlich ließ sich die These bisher kaum bestätigen. Empirische Untersuchungen anhand von Daten aus mehreren Ländern haben keinen Zusammenhang zwischen dem Geschlecht der Lehrkraft und den akademischen Leistungen von Jungen vorgefunden. Beispielsweise wurden in einer Untersuchung die 2006 und 2007 erhobenen Daten von über 146.000 Schülerinnen und Schülern aus 21 EU- und OECD-Staaten, darunter auch aus Deutschland, analysiert. Es wurde festgestellt, dass männliche Lehrkräfte im Vergleich zu weiblichem Lehrpersonal die Leistungen von Jungen nicht steigern. In einigen der untersuchten Länder wurde allerdings ein positiver Zusammenhang zwischen der Leistung von Mädchen und Lehrerinnen vorgefunden. Demgegenüber zeigte eine Untersuchung aus dem Jahr 2007, dass das Geschlecht eines Lehrers signifikanten Einfluss auf die Leistung und die Lehrerbewertung hat. In der Studie wurden Daten, die 1988 in einer national repräsentativen Längsschnittstudie an amerikanischen Schulen erhoben wurden, analysiert. Demnach schneiden Mädchen im Fach Geschichte bei Lehrerinnen signifikant besser ab als bei Lehrern, und Jungen erzielen im Lesen signifikant bessere Ergebnisse bei Lehrern als bei Lehrerinnen.
In einer neuseeländischen Längsschnittstudie mit 940 Teilnehmern zeigte sich, dass es bei Personen, die gemischte Schulen besucht hatten, einen signifikanten Vorsprung von Frauen hinsichtlich fünf Maßen von Bildungserfolg (Zahl der bestandenen Schulprüfungen, erzielte Stipendien, Universitätsbesuch, Universitätsabschluss, höchste berufliche Qualifikation) gab. Im Vergleich dazu gab es bei Teilnehmern, die getrenntgeschlechtliche Schulen besucht hatten, einen Leistungsvorsprung der Männer hinsichtlich zwei der fünf Maßen von Bildungserfolg (Universitätsbesuch und -abschluss). Für Deutschland konnte eine Benachteiligung aufgrund einer vermeintlichen Feminisierung der Bildung nicht gezeigt werden.
Nach Auffassung einiger Pädagogen und Soziologen stellt der öffentlich geführte Diskurs über die Bildungsbenachteiligung von Jungen eine „Moral Panic“ dar, die einen defizitorientierten Blick auf Jungen bestärke und den Teil der Jungen ausblende, der hohe Kompetenzen und gute Noten zeigt. Wissenschaftler kritisieren, dass Jungen in der medialen Diskussion als eine homogene, benachteiligte Gruppe dargestellt werden und Leistungsdifferenzen innerhalb der Jungengruppe, z. B. zwischen Jungen aus bildungsfernen Milieus und Jungen aus Akademikerfamilien, dabei aus dem Blick geraten. Außerdem werde nicht darüber berichtet, dass sich die Überrepräsentanz von Jungen nicht nur in negativen, sondern auch in positiven Extremgruppen zeigt und dass Jungen laut Statistiken zwar häufiger zurückgestellt werden, allerdings auch häufiger als Mädchen zu Klassenüberspringern gehören und häufiger Begabtenförderung erhalten.

### Einstellungen und Verhaltensweisen von Lehrkräften
Viele Lehrkräfte reflektieren nicht genügend die Bedingungen, unter denen ihre Schüler Leistungen (nicht) erbringen bzw. bestimmte Verhaltensweisen (nicht) an den Tag legen. Bereits 1982 bewertete z. B. der „Spiegel“ die Hausaufgaben für Schüler als „Hausfriedensbruch“, da sie eine ständige Quelle der Belästigung von Eltern (von denen erwartet werde, dass sie ihren Kindern helfen) und des häuslichen Unfriedens seien. Dass viele Eltern aus Gründen mangelnder Vorbildung oder aus Zeitmangel ihren Kindern nicht so helfen könnten, wie es die Schule erwarte, erscheine vielen Lehrkräften nicht als Problem; zumindest nähmen sie bei der Bewertung der Schülerleistungen darauf keine Rücksicht.
Für besonders bedeutsam erklärt es Ilka Benner in ihrer 2017 veröffentlichten Dissertation, dass es in deutschen Grundschulen einen Trend gebe, schlechte Schülerleistungen durch die Schaffung einer guten Lernatmosphäre „kompensieren“ zu wollen. Eltern aus „bildungsfernen“ Milieus wüssten oftmals nicht und ihnen werde von Lehrkräften auch nicht genügend geholfen zu erkennen, dass ihre Kinder nachhaltig von Konkurrenznachteilen bzw. sogar von Konkurrenzunfähigkeit bedroht seien, wenn ihnen nicht früh und nachhaltig effizient geholfen werde.
Für die Entstehung von Leistungsunterschieden nach der sozialen Herkunft spielt auch die Unterrichtsgestaltung durch die Lehrkraft eine Rolle. Je nach Unterrichtsgestaltung werden Schüler aus sozial benachteiligten Familien besser oder schlechter beim Lernen gefördert. In einer Längsschnittstudie auf der Grundlage des Nationalen Bildungspanels wurde festgestellt, dass Leistungsunterschiede nach der sozialen Herkunft abgeschwächt werden, wenn die Lehrkraft im Unterricht Gruppenarbeiten mit leistungsheterogenen Gruppen einsetzt und wenn die Lehrkraft die Schüler während des Bearbeitens von Aufgaben aktiv unterstützt.

## Bildungsbenachteiligung in einzelnen Staaten

### Österreich
Die Problematik des geringeren Zugangs von jungen Menschen mit „bildungsferner“ gegenüber „bildungsnaher Herkunft“ scheint strukturell ähnlich gelagert zu sein wie in der Bundesrepublik Deutschland. Laut der letzten Sozialerhebungsstudie überlagern sich die Effekte von Universitäten und Fachhochschulen. Einerseits steige die Rekrutierungsquote insgesamt, d. h., der Trend zu höherer Bildung ist ungebrochen und seit 2004 bereits auf einem höheren Niveau als vor Einführung der Studienbeiträge, welche zu einem Rückgang führte. Andererseits sei für den gesamten Hochschulsektor die Rekrutierungsquote bildungsnaher Schichten seit mehr als zehn Jahren konstant, während die entsprechende Quote bildungsferner Schichten geringfügig, aber stetig zunehme. Die Überrepräsentanz bildungsnaher Schichten konnte daher in den letzten 15 Jahren verringert werden. Hauptgrund hierfür sei die Expansion des FH-Sektors, dessen soziale Zusammensetzung ausgewogener sei als an den Universitäten. An den Fachhochschulen ist die Rekrutierungsquote der bildungsnahen Schichten doppelt so hoch, an den Universitäten dreimal so hoch wie die der bildungsfernen Schichten.

### Vereinigte Staaten

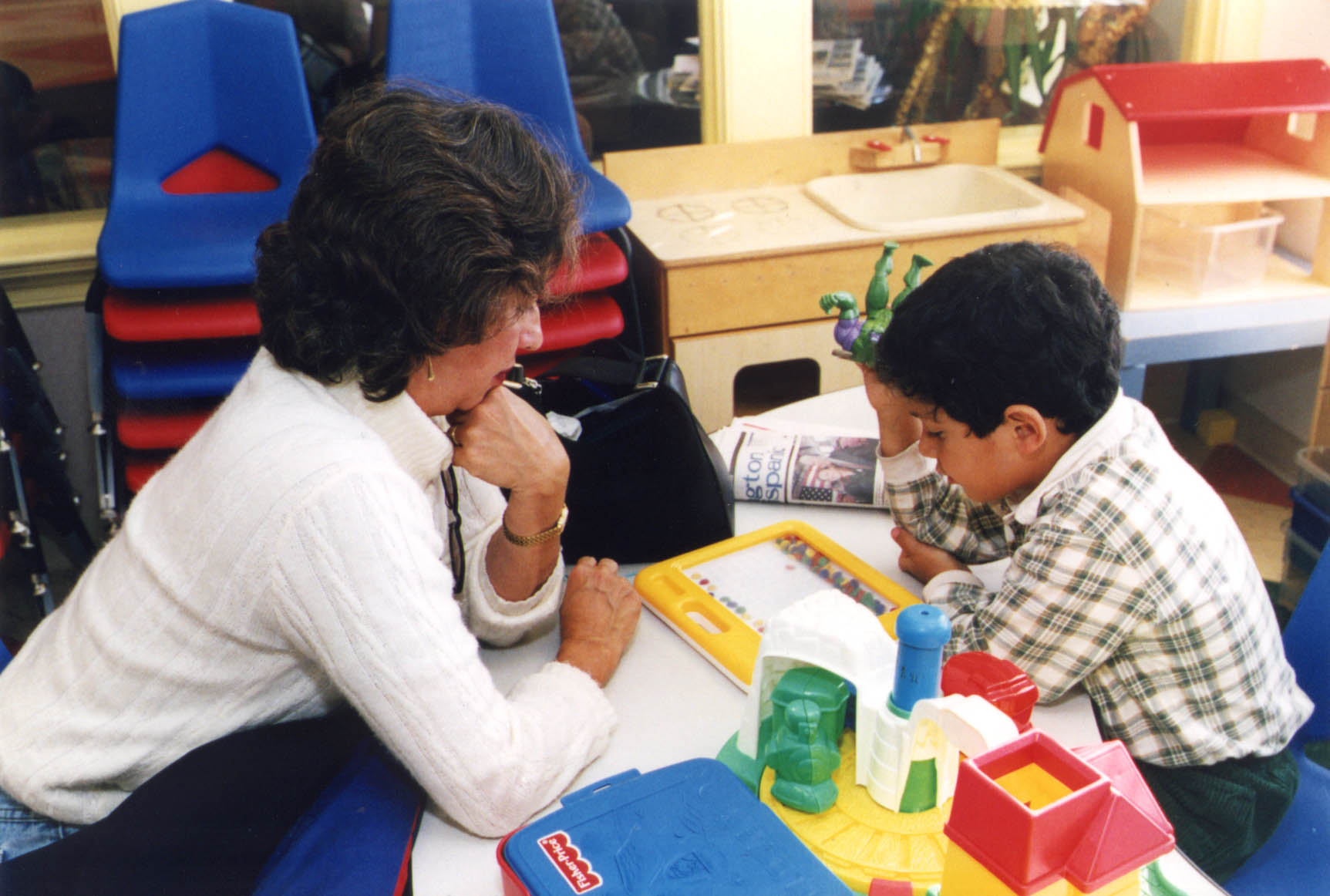
Einzelbetreuung eines Vorschülers
in den USA im Rahmen von Head Start

In den USA existiert seit 1995 eine Gruppe mit dem Namen Workingclass Academics. Sie führt einmal jährlich die WCA-Tagung zum Thema Benachteiligung von Studierenden mit niedriger sozialer Herkunft durch. Im Jahr 2003 fand diese Tagung in Großbritannien statt. Arbeiterkinder, die trotz der Bildungsbenachteiligung aufsteigen, werden im englischen Sprachgebrauch auch als Straddler (von engl.: to straddle = spreizen) bezeichnet, da sie sich mit dem einen Bein in der Arbeiterklasse (blue collar = Blaukittel), mit dem anderen in einer höheren Schicht (white collar = Weißkittel) befinden. Hierzu gibt es in den USA viel autobiographische Literatur.
Um die soziale Benachteiligung zu bremsen, initiierte die Bush-Regierung die Kampagne No Child Left Behind Act. Kritisiert wird an diesem Gesetz jedoch, dass nun mehr Geld an private statt an öffentliche Schulen fließe. Im Rahmen des No Child Left Behind Act wurden auch die 21st Century Community Learning Centers gestartet. Die 21st Century Community Learning Centers bieten den Schülern von Grund- und Mittelschulen verschiedene Möglichkeiten der Freizeitbeschäftigung nach der Schule. Dazu gehören etwa Sport, Theater, aber auch Hausaufgabenbetreuung. Sie werden dort von Pädagogen und Sozialarbeitern betreut. Oft gibt es ein gemeinsames Essen. Die Center sind an vier bis fünf Tagen pro Woche für jeweils drei Stunden nach der Schule geöffnet.
Außerdem gibt es in den USA schon seit einiger Zeit Career Academies. Unter einer Career Academy versteht man eine spezielle Klasse innerhalb einer staatlichen High-School, die besonders stark auf das College vorbereitet. Die akademischen Fähigkeiten werden hier besonders gefördert. Career Academies haben oft spezielle „Themen“ wie zum Beispiel Gesundheitswissenschaften oder Betriebswirtschaftslehre. Es konnte nachgewiesen werden, dass Schüler der Career Academies bessere Chancen im Leben haben.

### Vereinigtes Königreich
Im Vereinigten Königreich gibt es eine scharfe Trennung zwischen privaten Schulen („independent schools“ genannt) und öffentlichen Schulen. Es gibt über 2.500 private Schulen mit 615.000 Schülern. Die privaten Schulen sind von verschiedener Qualität. Als die besten gelten die Rugby School, Winchester, Eton, Roedean und Harrow.
Gute Universitäten nehmen bevorzugt Absolventen privater Schulen auf. Im Jahr 2005 waren 43,9 Prozent der Studierenden, die Oxford aufnahm, und 38 Prozent von denen, die Cambridge aufnahm, auf einer so genannten independent boarding school, einem Eliteinternat, gewesen. Die Schüler dieser Internate machen nur 7 Prozent der englischen Bevölkerung aus.
84,5 Prozent aller englischen Richter wurden an privaten Schulen ausgebildet. Viele Politiker sind auf privaten Schulen gewesen. Dies trifft zum Beispiel auf Clement Attlee, Hugh Gaitskell und Tony Blair zu. Ehemalige Schüler von Eliteschulen bilden Netzwerke. Diese Schüler bezeichnen sich selbst als „Old Boys“ und versuchen, anderen „Old Boys“ Vorteile zu verschaffen.

### Frankreich
Der Soziologe Pierre Bourdieu beklagte in Büchern wie Das Elend der Welt die Benachteiligung von Arbeiterkindern und Migranten in Frankreich. Auch die Lehrergewerkschaft SNALC weist immer wieder auf Bildungsbenachteiligung in Frankreich hin.
Bourdieu beklagt eine Bildungsinflation in Frankreich. Das Abitur habe an Wert verloren. Das Abitur des Literarischen Gymnasium (Série L Littéraire) und des Wirtschafts- und Sozialwissenschaftlichen Gymnasiums (Série ES Économique et Sociale) würden an vielen Universitäten nicht mehr anerkannt. Schulen in schlechten Vierteln würden ihre Schüler schlechter auf die Aufnahmeprüfungen der Universitäten vorbereiten als Schulen in guten Vierteln. Die so genannten Grandes Ecoles sind Eliteuniversitäten in Frankreich. Sie werden fast nur von Kindern der Mittel- und Oberschicht besucht. Wenn Kinder aus der Arbeiterklasse auf die Universität gehen, müssen sie oft mit schlechteren Unis auskommen.

### Indien
Aufgrund des Kastenwesens sind in Indien die Bildungszugänge sehr unterschiedlich verteilt. Im Mai 2006 beschloss die Regierung, mittels einer Quotenregelung Angehörigen der niedrigen Kasten den Zugang zu Hochschulen zu erleichtern. Daraufhin kam es zu Protestveranstaltungen aus der Oberschicht.

### Japan
In Japan spielen kostenpflichtige Nachhilfeschulen (Juku, eigentlich jap. 学習塾 gaku shūjuku) eine große Rolle. Trotzdem erreichen in diesem Land die meisten Arbeiterkinder das Abitur. Obwohl die Schulpflicht mit der Mittelschule endet, besuchen über 95 Prozent der Schüler die dreijährige Oberschule (高等学校 kōtōgakkō oder 高校 kōkō). Der Abschluss der Oberschule qualifiziert formal zum Eintritt in eine Universität und wird daher mit dem deutschen Abitur gleichgestellt. Der Hochschulzugang wird aber nicht durch den reinen Abschluss der Oberschule, sondern durch die Aufnahmeprüfung an einer Hochschule erworben. Außerdem gelten nur ein Teil der Oberschulen als weiterführende Schulen (shingakkō 進学校), diese werden allerdings statistisch nicht separat erfasst. Von den Absolventen der anderen Oberschulen wird ein Übertritt an eine Hochschule nicht erwartet, obwohl er theoretisch möglich ist. Allerdings gibt es keine Abiturprüfungen wie in Deutschland, sondern man erwirbt den Abschluss mehr oder weniger automatisch, wenn man regelmäßig am Unterricht teilnimmt und die Klassenarbeiten besteht. 92,7 Prozent der japanischen Bevölkerung erwerben das Abitur. Für die Aufnahme an einer erstrebenswerten Universität, die auch nicht nur gute Berufs-, sondern auch Heiratschancen und soziales Ansehen verspricht, ist de facto weniger der formale Oberschulabschluss ausreichend, sondern sie wird durch den vorhergehenden Besuch bestimmter elitärer Oberschulen oder von Oberschulen erleichtert, die zum Unterbau der entsprechenden Universität gehören. Die Burakumin in Japan haben jedoch nach wie vor schlechte Chancen.

### Lateinamerika
Auch in Lateinamerika sind die Bildungsmöglichkeiten der Unterschicht gering. Nicaragua ist eines der ärmsten Länder Lateinamerikas. Die Lage der Bauern ist so prekär, dass sie oft kein Geld für die Schulbildung ihrer Kinder haben.
Auch wer als Kind in den Elendsvierteln von Costa Ricas Hauptstadt San José aufwächst, hat kaum eine Zukunft. Viele der Kinder dort gehen nicht in die Schule.
In Brasilien ist das öffentliche Schulwesen unterfinanziert und schlecht. Die Mittelschicht und die Oberschicht schicken ihre Kinder auf kostenpflichtige Schulen.

### Weltweit
Im Jahr 2002 gab es 800 Mio. Analphabeten. 70 Prozent davon leben in nur neun Staaten, die zum größten Teil in Afrika südlich der Sahara und Südostasien liegen.
Die durchschnittliche Anzahl von Schuljahren, die ein Mensch laut aktuellen Zahlen der UNESCO in seinem Leben erhält, liegt bei 12 Jahren (nicht gewichtet nach Bevölkerungsgröße). Es besteht dabei kein Unterschied zwischen Frauen und Männern. In der Mehrheit der Länder ist die durchschnittliche Zahl von Schuljahren für Frauen höher als für Männer.

### Österreich
- Ingolf Erler (Hrsg.): Keine Chance für Lisa Simpson? Soziale Ungleichheit im Bildungssystem. Mandelbaum Verlag, Wien 2007, ISBN 978-3-85476-220-1.
- Martin Unger, Angela Wroblewski: Projektbericht Studierenden-Sozialerhebung 2006. Bericht zur sozialen Lage der Studierenden. Institut für Höhere Studien (IHS), Wien 2006. (PDF)

### Vereinigte Staaten
- bell hooks: Where we stand: Class Matters. Routledge, New York 2000, ISBN 0-415-92913-X.
- Leslie Feinberg: Träume in den erwachenden Morgen. Stone Butch Blues. Krug & Schadenberg, Berlin 2003, ISBN 3-930041-35-9.
- Alfred Lubrano: Limbo. Blue-Collar Roots, White-Collar Dreams. Wiley, Hoboken (New Jersey) 2004, ISBN 0-471-71439-9.
- Michelle Tea (Hrsg.): Without A Net. The Female Experience of Growing up Working Class. Seal Press, Emeryville (California) 2003, ISBN 1-58005-103-0.

### Frankreich
- Pierre Bourdieu, Jean-Claude Passeron: Die Illusion der Chancengleichheit. Untersuchungen zur Soziologie des Bildungswesens am Beispiel Frankreichs. Klett Stuttgart 1971. (französ. Les héritiers. Les étudiants et la culture. Paris 1964).
- Pierre Bourdieu: Die feinen Unterschiede. Kritik der gesellschaftlichen Urteilskraft. Suhrkamp, Frankfurt am Main 1987, ISBN 3-518-28258-1.

### Internationaler Vergleich
- UNICEF: Innocenti Report Card No. 4: A league table of educational disadvantage in rich nations. UNICEF Innocenti Research Centre, Florence 2002.